# Catarina Vieira
Catarina Cordeiro Vieira (Angra do Heroísmo (Azoren), 14 mei 1996) is een Nederlands politica voor GroenLinks. Sinds 16 juli 2024 is zij Europarlementariër.

## Biografie
Vieira is opgegroeid op de Azoren. Na haar studie emigreerde ze in 2017 naar Nederland, om met haar partner samen te wonen. Van 2018 tot 2022 werkte ze bij ngo Rainforest Alliance. Daarna stapte ze over naar ontwikkelingshulporganisatie Solidaridad, waar ze EU-lobbyist was.
Sinds 2022 is Vieira lid van de GroenLinks-delegatie in de Europese Groene Partij (EGP). Bij de Europese verkiezingen van 2024 was zij de tiende kandidaat op de GroenLinks-PvdA-lijst, waarop ze met 27 jaar de jongste kandidaat was. De lijst haalde acht zetels, maar omdat Vieira 31.929 voorkeurstemmen haalde, werd ze toch gekozen. Sinds 16 juli 2024 is zij lid van het Europees Parlement.